# Абоборейра
Абоборейра (порт. Aboboreira)  —  район (фрегезия) в Португалии,  входит в округ Сантарен. Является составной частью муниципалитета  Масан. По старому административному делению входил в провинцию Бейра-Байша. Входит в экономико-статистический  субрегион Пиньял-Интериор-Сул, который входит в Центральный регион. Население составляет 620 человек на 2001 год. Занимает площадь 27,86 км².
Покровителем района считается Иисус Христос (порт. São Silvestre). 